# خوسيه راؤول ديلغادو
خوسيه راؤول ديلغادو هو لاعب كرة قاعدة كوبي، ولد في 25 أغسطس 1960.

## وصلات خارجية
- خوسيه راؤول ديلغادو على موقع أوليمبيديا (الإنجليزية)